# 卡多雷

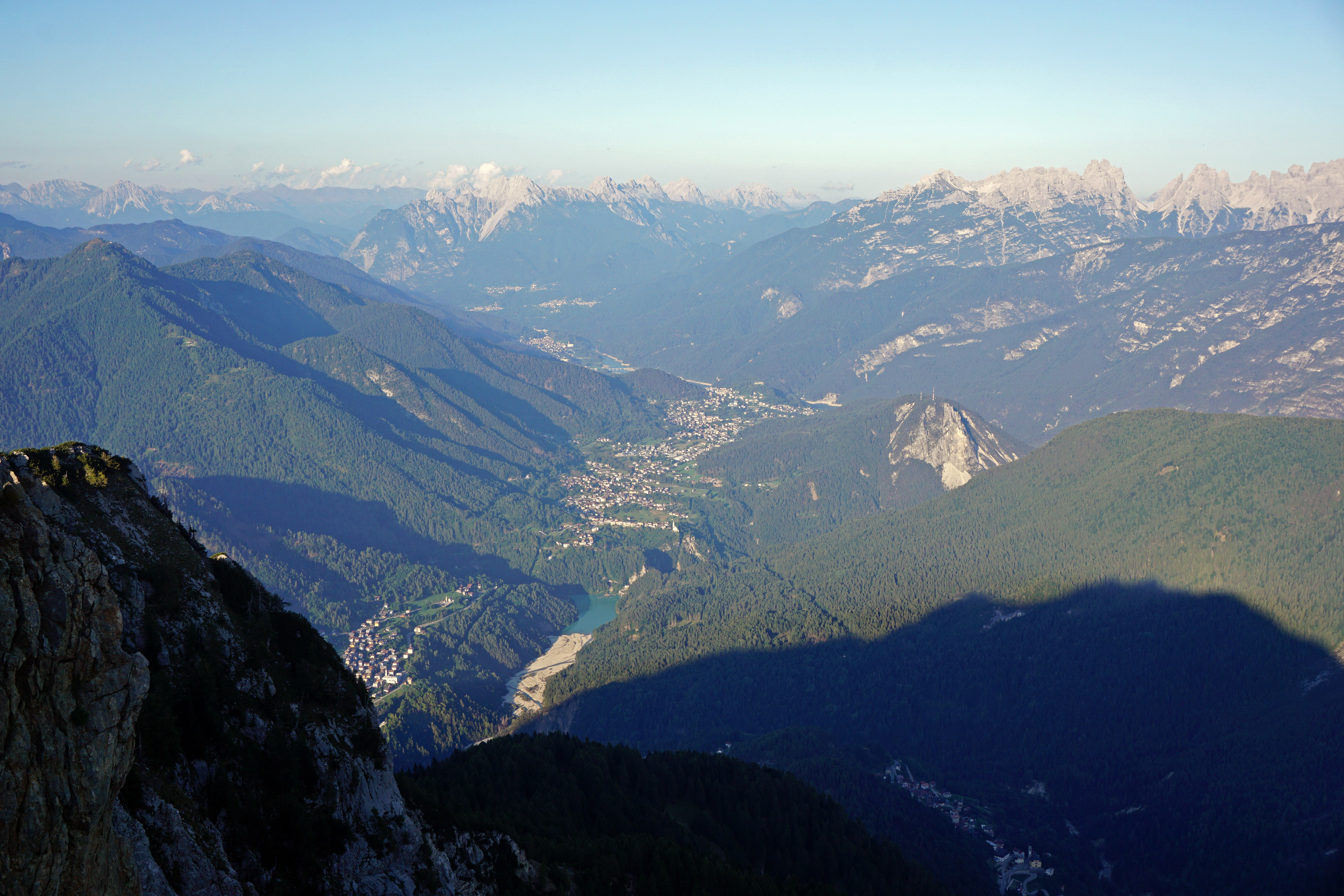
从里泰山（Monte Rite）望向卡多雷谷地

卡多雷（義大利語：Cadore）是意大利威尼托的一个历史地区，位于貝盧諾省的最北部，与特伦蒂诺-上阿迪杰大区、弗留利-威尼斯朱利亚大区及奥地利接壤。皮亞韋河流经此地。